# ألفونس نيغارد
ألفونس نيغارد هو لاعب كرة قدم سويدي، ولد في 20 أبريل 2002 في Anneberg, Kungsbacka ‏ في السويد.

## وصلات خارجية
- ألفونس نيغارد على موقع اتحاد السويد (السويدية)
- ألفونس نيغارد على موقع قاعدة بيانات كرة القدم.إي يو (الإنجليزية)
- ألفونس نيغارد على موقع Soccerway.com (الإنجليزية)